# Kroktjärnen (Fjällsjö socken, Ångermanland)
Kroktjärnen är en sjö i Strömsunds kommun i Ångermanland och ingår i Ångermanälvens huvudavrinningsområde.